# Мадлейн Печ
Мадлейн Печ е американска актриса и ютюбърка. Известна е с ролята си на Шерил Блосъм в сериала „Ривърдейл“.

## Биография
Печ е родена на 18 август 1994 година в Порт Орчард, Вашингтон, САЩ. На тригодишна възраст тя започва да ходи на уроци по танци и две години по-късно и на театрални. Родителите ѝ са от Южна Америка и тя прекара първите десет години от живота си, живеейки в Южна Америка и Вашингтон.
Петч се появява в национална рекламна кампания на Кока Кола през 2014 година. През февруари 2016 година е избрана за ролята на Шерил Блосъм в сериала „Ривърдейл“. Сериалът започва снимките през септември същата година, а премиерата е на 26 януари 2017 година.
През април 2018 година създава своя собствена колекция от слънчеви очила, освен това има собствен канал в Ютюб.

### Личен живот
Печ е вегетарианка от 14 годишна възраст.